# Pasaj întunecat

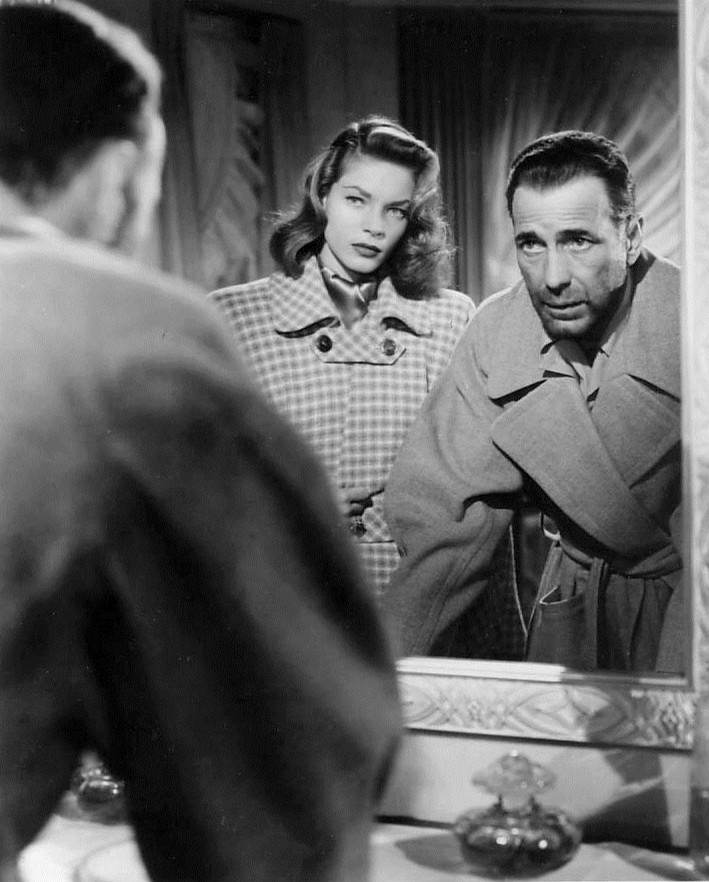
Bacall și Bogart în Pasaj întunecat

Pasaj întunecat (în engleză Dark Passage) este un film de mister regizat de Delmer Daves[*] după un scenariu de Delmer Daves[*]. În rolurile principale au interpretat actorii Humphrey Bogart și Lauren Bacall. Este bazat pe un roman omonim din 1946 de David Goodis.
A fost produs de studiourile Warner Bros. și a avut premiera la 5 septembrie 1947, fiind distribuit de Warner Bros.. Coloana sonoră este compusă de Franz Waxman. 
Vincent Parry (Bogart) intenționează să găsească adevăratul criminal pentru o crimă pentru care a fost acuzat și condamnat la închisoare. Potrivit biografului lui Bogart, Stefan Kanfer, a fost „o producție de film noir, fără nicio distincție specială”.

## Rezumat
Vincent Parry (Humphrey Bogart), acuzat de uciderea soției sale, evadează din închisoarea San Quentin. Un bărbat pe nume Baker (Clifton Young) este de acord să-l ia „la ocazie”. În timpul călătoriei, radioul autoturismului transmite știri despre evadare, iar Baker își dă seama că evadatul este pasagerul său. Vincent nu are de ales decât să-l bată pe șofer și să-i ia hainele. În timp ce Vincent încearcă să ascundă corpul lui Baker, mașina artistei Irene Jensen (Lauren Bacall) oprește în apropiere. În ciuda faptului că Vincent nu o cunoaște pe Irene, numele ei este bine cunoscut și ea îi oferă ajutor fugarului.
Mai mult, în apartamentul ei din San Francisco, Irene îi spune lui Vincent că a urmărit îndeaproape procesul în cazul său, deoarece tatăl ei, care a murit în închisoare, a fost acuzat la fel pe nedrept că și-ar fi ucis soția (mama ei vitregă) la un moment dat și ea crede, că Vincent este și el nevinovat. În timp ce Irene se duce la magazin pentru a cumpăra haine noi lui Vincent, o femeie bate la ușă, a cărei voce Vincent o recunoaște ca fiind a lui Madge Rapf (Agnes Moorehead), prietenea ursuză a soției sale ucise, a cărei mărturie în instanță a determinat soarta lui Vincent. Irene îi mărturisește apoi lui Vincent că se întâlnește cu fostul logodnic al lui Madge, Bob (Bruce Bennett). Mai târziu în acea noapte, Vincent părăsește apartamentul lui Irene, sperând să afle cine i-a ucis cu adevărat soția.
Vincent ia un taxi, al cărui șofer, Sam (Tom D'Andrea), îl recunoaște și, datorită simpatiei pentru pasagerul său, îi face legătura cu prietenul său, chirurgul plastic Dr. Walter Coley (Houseley Stevenson). Vincent așteaptă cu nerăbdare să se întâlnească cu chirurgul, între timp stă în apartamentul singurului său prieten, muzicianul George Fellsinger (Rory Mallisson). După operația de schimbare a feței, Vincent se reîntoarce la George, sperând să rămână la acesta până când se va vindeca, dar își găsește prietenul ucis. Neștiind unde să meargă, Vincent se decide să meargă la Irene.
Lângă casa acesteia, el observă mașina lui Baker, dar decide să nu-i acorde o importanță mare, crezând că poate este o coincidență. Din ziare, Vincent și Irene află că Vincent este cel acuzat de uciderea prietenului său, George. Când fața lui Vincent se vindecă, el își propune să găsească dovezi ale inocenței sale folosind un nou nume, Alan Linell. Se cazează într-un hotel, unde Baker îl surprinde și sub amenințarea armei încearcă să-l șantajeze, pentru a lua 60.000 de dolari de la Irene, care este bogată. În timpul călătoriei spre apartamentul ei, Vincent reușește să ia pistolul de la Baker. Interogându-l pe Baker, Vincent află că, în drum spre apartamentul lui George, a fost urmărit de o mașină portocalie. Apoi începe o luptă între bărbați care duce la moartea lui Baker care cade de pe stânci.
Vincent o vizitează pe Madge, care are o mașină portocalie, și o acuză că i-a ucis soția dar și pe George. Madge recunoaște că i-a ucis soția, dar explică că a făcut-o pentru că era îndrăgostită de el, iar când el a refuzat-o, a decis să-l pedepsească pe Vincent. Îi cere lui Madge să semneze o mărturisire, dar ea refuză și sare pe fereastră. Odată cu moartea lui Madge, Vincent nu-și mai poate dovedi nevinovăția. O sună pe Irene și o roagă să vină într-un oraș din Peru. Într-o zi, mult timp mai târziu, cei doi se reîntâlnesc.

## Distribuție
Au interpretat actorii:
- Humphrey Bogart - Vincent Parry
- Lauren Bacall - Irene Jansen
- Bruce Bennett - Bob
- Agnes Moorehead - Madge Rapf
- Tom D'Andrea - Taximetrist (Sam)
- Clifton Young - Baker
- Douglas Kennedy - Detective Kennedy in Diner
- Rory Mallinson - George Fellsinger
- Houseley Stevenson - Dr. Walter Coley
- John Arledge - Lonely Man (nemenționat)
- Frank Wilcox - Vincent Parry (poză în ziar, nemenționat)